# اصل نسبیت
در فیزیک٬ اصل نسبیت بیان می‌کند که معادلات بیان‌کننده قوانین فیزیک٬ در همهٔ چارچوب‌های مرجع (مجاز) شکل یکسانی دارند.
اصل نسبیت پیش از مطرح شدن توسط اینشتین به عنوان یکی از اصول در نظریه‌های نسبیت٬ به شکل محدودتری بیان شده بود. گالیلئو گالیله اولین بار اشاره کرد که هیچ راهی وجود ندارد که مشخص کنیم که آیا جسمی به‌طور یکنواخت حرکت می‌کند یا ساکن است. در مکانیک نیوتنی هم که در آن شتاب به جای سرعت نقش بسیار مهمی دارد، این اصل به شکل بسیار دقیقی دربارهٔ قوانین مکانیک بیان شده بود. اما اینشتین اصل نسبیت را به برهمکنشهای الکترومغناطیسی و، با قبول فرض‌هایی، به همهٔ قوانین فیزیک تعمیم داد. این اصل برای اینشتین به صورت ابزار مهمی برای کشف شکل صحیح قوانین فیزیک درآمد.
اهمیت این اصل در نظریه نسبیت به قدری است که ماکس پلانک نظریه نسبیت خاص را به همین نام ٬ نام‌گذاری کرد.

## اصل نسبیتِ خاص
اصل نسبیت (به شکل خاص آن) یکی از اصول موضوعهٔ نظریهٔ نسبیت خاص است که اینشتین در سال ۱۹۰۵ میلادی آن را مطرح کرد. مطابق این اصل:
این اصل چارچوب مرجع لخت را تعریف می‌کند.
اصل نسبیت (با کمی ساده‌سازی و چشم‌پوشی از برخی جزئیات) می‌گوید که اگر شما در آزمایشگاه سربسته‌ای قرار داشته باشید و آن آزمایشگاه با سرعت ثابتی نسبت به زمین حرکت کند، شما با هیچ روشی نمی‌توانید تعیین کنید که سرعت‌تان نسبت به زمین چقدر است. (در این بیان از اصل نسبیت فرض شده است که زمین یک چارچوب لخت است [این موضوع دربارهٔ زمین فقط به تقریب صادق است]) به زبان دیگر، هیچ تمایزی میان یک چارچوب لخت و چارچوب لخت دیگری که با سرعت ثابتی نسبت به آن حرکت می‌کند، وجود ندارد، یعنی هیچ چارچوب لخت متمایزی وجود ندارد٬ زیرا قوانین فیزیکی در همهٔ آن‌ها به یک شکل اعمال می‌شوند.

## اصل نسبیت عام
این اصل بیان می‌کند:
نظریه نسبیت عام بر اساس این اصل قرار دارد و اینشتین نام نظریه نسبیت عام را از این اصل برگرفت.